# سیمرغ (فیلم)
سیمرغ فیلمی به کارگردانی اکبر صادقی و نویسندگی صادق هاتفی محصول سال ۱۳۶۶ است.

## بازیگران
- جمشید مشایخی
- بیژن امکانیان
- صادق هاتفی
- جمشید لایق
- بهرام محمدی
- پروین سلیمانی
- مهری ودادیان
- رضا توکلی
- سیدجواد هاشمی